# Colour Haze
Colour Haze är ett stonerrockband från München, Tyskland. Bandet bildades på mitten av nittiotalet. 

## Medlemmar

### Nuvarande medlemmar
- Stefan Koglek – gitarr, sång (1994–)
- Philipp Rasthofer – basgitarr (1998–)
- Manfred Merwald – trummor (1998–)

### Tidigare medlemmar
- Tim Höfer – trummor (1994–1997)
- Christian Wiesner – basgitarr (1994–1998)
- Felix Neuenhoff – sång (1997–1999)

## Diskografi

### Studioalbum
- Chopping Machine CD (1995 David Records)
- Seven CD (1998 "Selfburn" Records)
- Periscope CD (1999 Toaster Records)
- CO2 LP/CD (2000 Homegrown Records/MonsterZeroRecords)
- Ewige Blumenkraft LP/CD (2001 MonsterZeroRecords)
- Los Sounds de Krauts LP/CD (2003 Nasoni Records/Elektrohasch Records)
- Colour Haze LP/CD (2004 Elektrohasch Records)
- Tempel LP/CD (2006 Elektrohasch Records)
- All LP/CD (2008 Elektrohasch Records)
- She Said LP/CD (2012 Elektrohasch Records)
- To The Highest Gods We Know LP/CD (2014 Elektrohasch Records)
- In Her Garden LP/CD (2017 Elektrohasch Records)

### Livealbum
- Burg Herzberg Festival 18. Juli 2008 DCD (2009 Herzbergverlag)
- Live Vol.1 - Europa Tournee 2015 2CD/3LP ltd (2016 Elektrohasch Records)